# Miroslav Prokop
Miroslav Prokop (22. října 1922 v Mezilesí v Kladsku - 13. února 1942 v KT Mauthausen) byl synem inspektora I. třídy finanční stráže Karla Prokopa. Obdobně jako jeho otec se Miroslav za protektorátu začlenil do aktivit nekomunistického protiněmeckého domácího odboje. Pomáhal svému otci při zakládání ilegální odbojové skupiny sdružující obyvatele pražských čtvrtí Jinonice a Radlice. Studující Miroslav Prokop distribuoval ilegální tisk a pomáhal při radiovém vysílání depeší Vojenské radiové ústředně u Londýna, které se uskutečňovaly z různých pražských lokalit ale také z jinonického akcízu, kde měla Prokopova rodina služební byt. Po přepadení jinonického akcízu gestapem se Karlu Prokopovi podařilo (jako jedinému) uniknout, ale jeho syn Miroslav jakož i jeho matka Emílie byli zatčeni. Miroslav Prokop prošel velmi krutými výslechy v Petschkově paláci. Byl vězněn, souzen a odsouzen k trestu smrti. Ten byl vykonán v Mauthausenu smrtící benzinovou injekcí.

## Stručný životopis

### Mládí a studia
Miroslav Prokop se narodil v Mezilesí v Kladsku. Jeho otec Karel Prokop tam v letech v 1920 až 1924 pracoval na celnici jako celník (Zollaufseher). Jeho matkou byla manželka Karla Prokopa - Emílie Prokopová (rozená Heroutová). V letech 1924 až 1933 následoval Miroslav Prokop svoje rodiče do několika míst v pohraničí, kde jeho otec působil ve službách celní správy postupně na různých celních úřadech. V roce 1933 pak přesídlila rodina Prokopových do Prahy, kde Miroslavův otec získal funkci přednosty a inspektora Finančního úřadu potravní daně v Praze - Jinonicích.
Miroslav Prokop absolvoval v letech 1928 až 1933 pět tříd obecné školy. Po přestěhování do Prahy vychodil čtyřletou střední školu. Na sklonku roku 1940 měl již absolvovány dva ročníky obchodní gremiální školy na Smíchově (Praha XVI). První leta protektorátu zastihla tedy Miroslava Prokopa v roli studenta obchodní školy. Zároveň byl také členem Skauta a Sokola. .

### Odbojová činnost

#### Věrný pes
Spolu se svým otcem Karlem Prokopem založil Miroslav Prokop odbojovou skupinu složenou z obyvatel Jinonic a Radlic. V průběhu existence protektorátu byla většina členů této ilegální skupiny prozrazena a zatčena gestapem.  Před koncem války na činnost této odbojové organizace navázala povstalecká skupina Věrný pes. Oba Prokopové jsou tedy právem uváděni jako její zakladatelé.

#### Slovensko
Za rozšiřování letáků hrozilo Miroslavu Prokopovi zatčení a proto se přesunul na Slovensko. Na Slovensku byl sice zatčen, ale podařilo se mu uprchnout. Přechod do ilegality byl pak zákonitě jedním z možných řešení.

#### Odchod do ilegality
"Ponor" Miroslava Prokopa do ilegality byl výsledkem promyšlených kroků:
- Z dochované dokumentace[2] vyplývá, že dne 28. dubna 1941 písemně souhlasili jeho rodiče s tím, aby jejich syn - Miroslav Prokop odjel "na praksi" do Německa. (Pro koho bylo toto "svolení" určeno není jasné.)
- Prakticky tak od 29. dubna 1941 zmizel Miroslav Prokop v ilegalitě.[4].
- Hned následující den (30. dubna 1941) ale oznámil Karel Prokop (inspektor I. třídy finanční stráže) do protokolu o hledané osobě, že jeho syn "odešel 29. dubna 1941 do školy a více se nevrátil. Vyzvedl si 200 K a pravděpodobně trucuje nebo hodlá do Německa za prací". Jako důvod zmizení uvedl "školní prospěch".[2]

### Zátah na jinonický akcíz

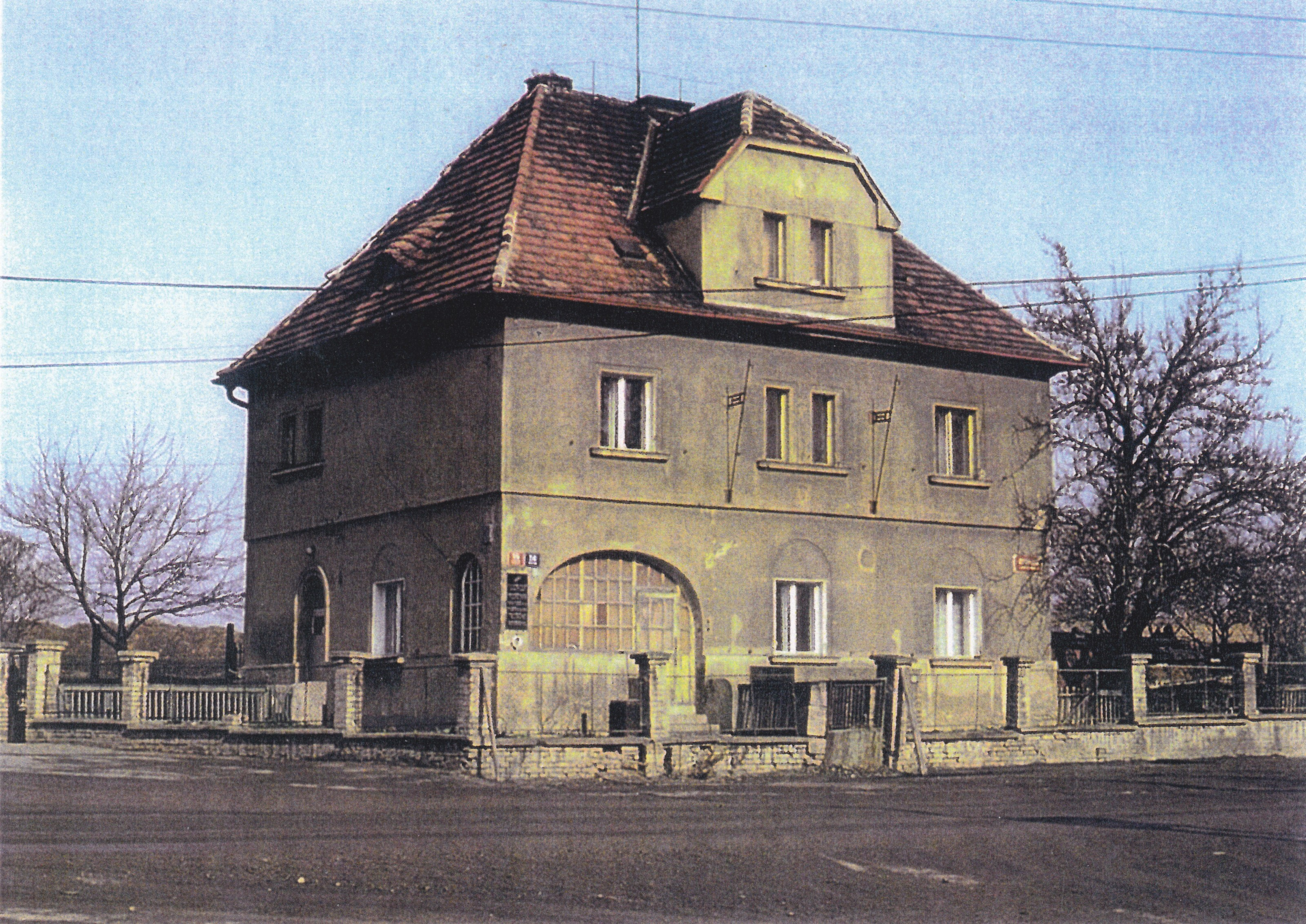
Budova jinonického akcízu
Foto: Zdeněk Novotný

V přízemí jinonického akcízu se nacházela kancelář finanční stráže, v prvním poschodí byt velitele stanice Karla Prokopa, ve kterém bydlel se svou manželkou Emilií a synem Miroslavem. Při zátahu gestapa na Jinonický akcíz (v noci z 3. na 4. října 1941) byl Miroslav Prokop doma ve služebním bytě Prokopových. Pro případ zátahu gestapa měl M. Prokop předem připravený úkryt, do něhož se mu podařilo se včas uchýlit. V úkrytu setrval i po skončení zátahu, ale objevil jej příliš horlivý protektorátní policista Kraus až skoro k ránu schovaného na půdě ve výklenku za komínem. (Člen finanční stráže Stanislav Medřík později tvrdil, že se mladý Prokop schoval pod necky). Kraus Prokopa okamžitě vydal gestapu a to jej odvezlo na Pankrác do samovazby. Spolu s devatenáctiletým Miroslavem Prokopem byl při zátahu na akcíz zajat ještě šestadvacetiletý Antonín Němeček. Gestapáci oba mladíky při výslechu zmlátili do krve. Zmučení mladíci zakrátko prozradili i hlubočepský domek manželů Springerových. Zmučený Antonín Němeček navíc prozradil bratry Linhartovy. Zdeňku Linhartovi se sice podařilo uniknout, ale zanedlouho byl dopaden.

### Výslechy, věznění, odsouzení, ...
Miroslav Prokop prošel velmi krutými výslechy v Petschkově paláci. Byl odvezen do Terezína, pak do Mauthausenu odkud se již nevrátil. Byl odsouzen k trestu smrti a v pátek 13. února 1942 (v 15.25) popraven (spolu s dalšími deseti Čechy) v Mauthausenu smrtící benzinovou injekcí (vpíchnutou do srdeční krajiny). .

Miroslav Prokop, jeho matka Emilie a jeho otec Karel
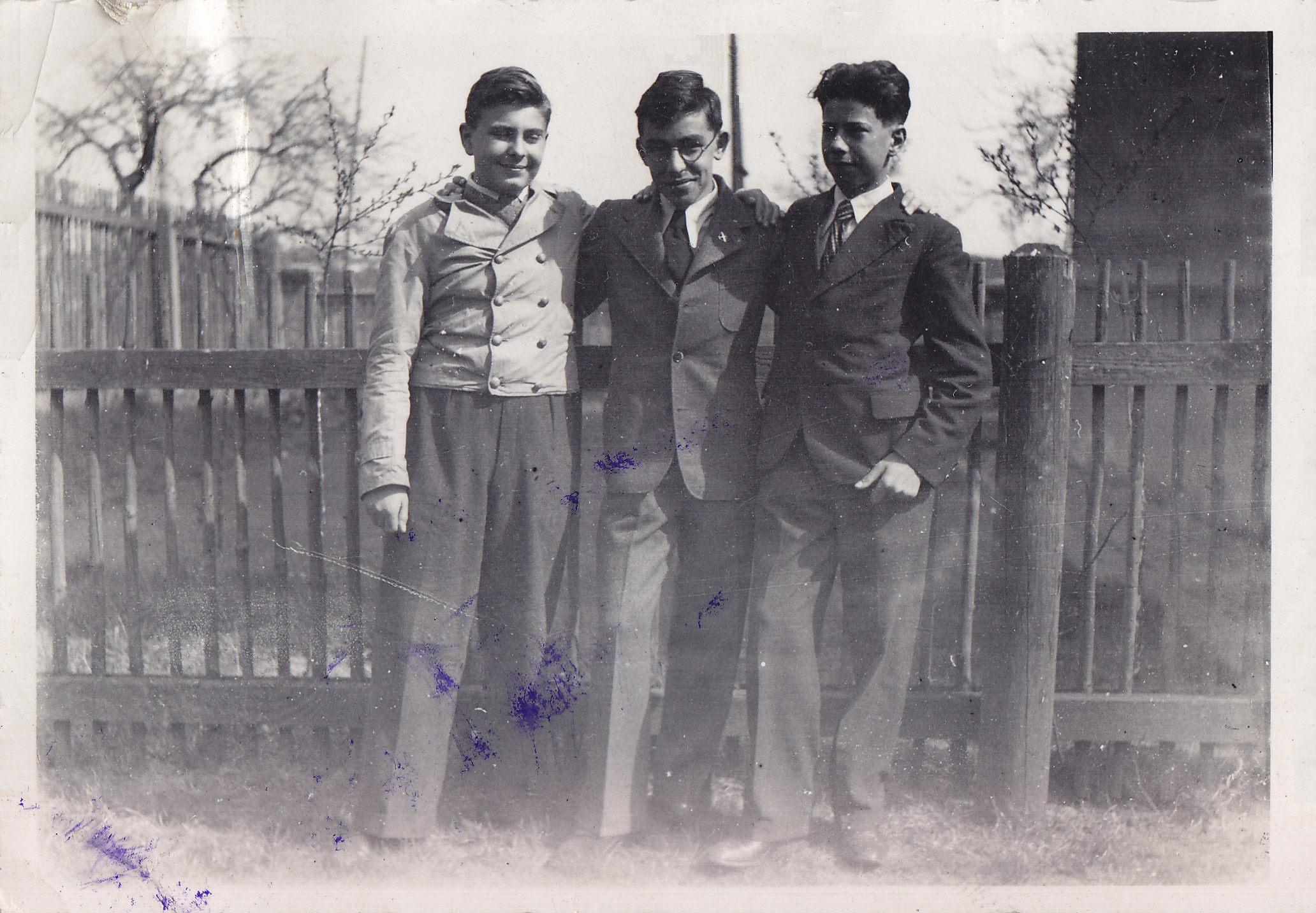
Miroslav Prokop (uprostřed) s kamarády na dobové fotografii
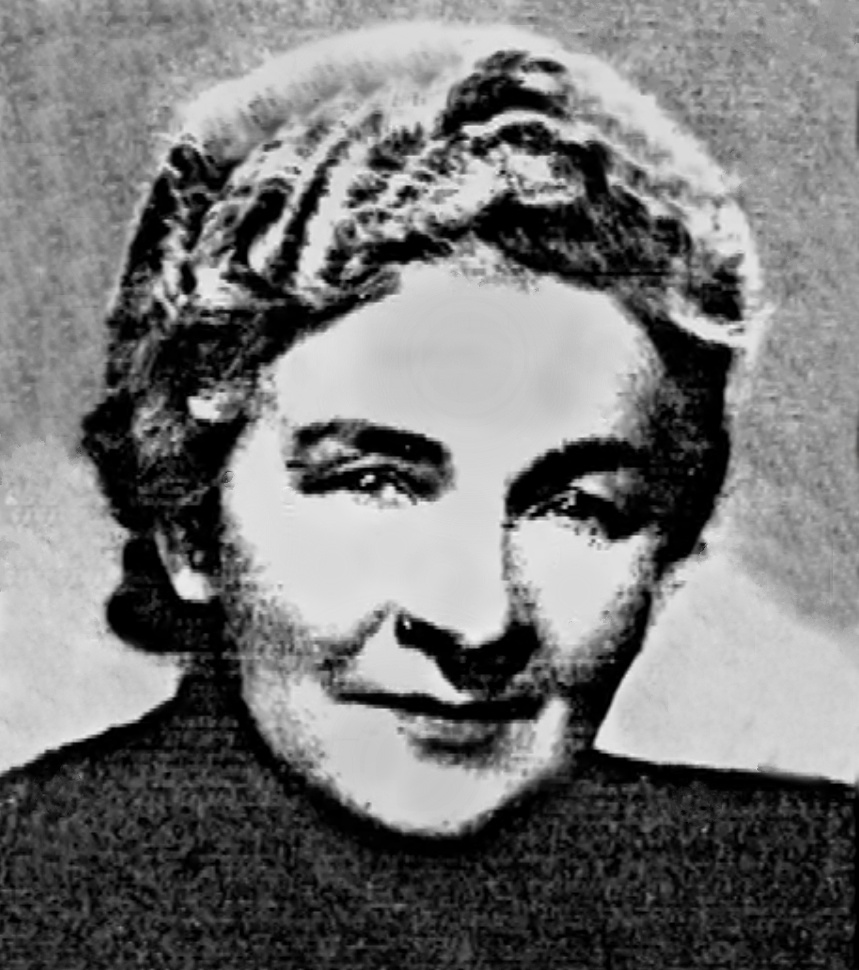
Emilie Prokopová
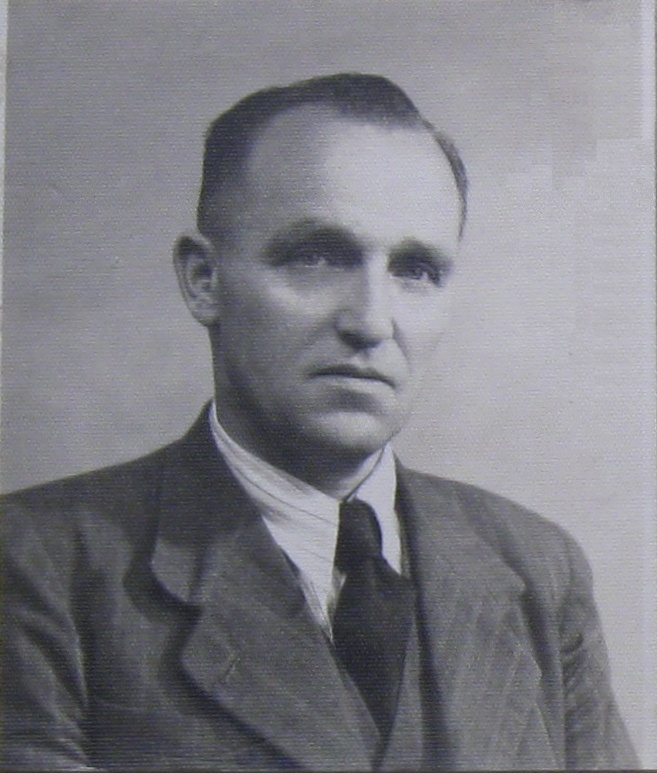
Karel Prokop - inspektor I. třídy finanční stráže

## Pamětní desky

### Původní pamětní deska z jinonického akcízu

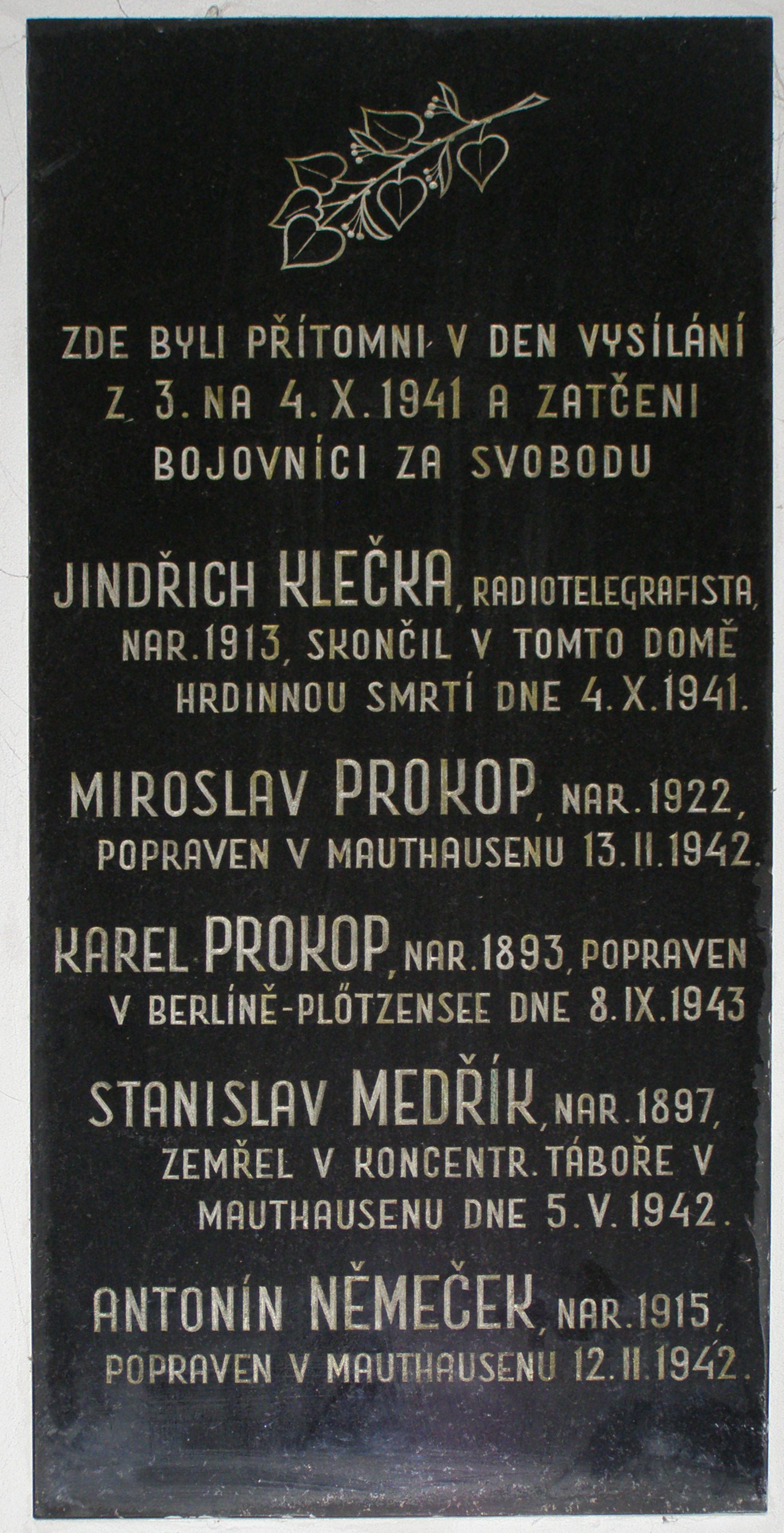
Pamětní deska z jinonického akcízu

Jména Karla Prokopa a jeho syna Miroslava Prokopa jsou uvedena na původní pamětní desce věnované hrdinům z jinonického akcízu. Deska se v současnosti (2016) nachází v předsíni budovy TJ Sokola Jinonice (Butovická 33/100, Praha 5 – Jinonice).

### Nový památník hrdinům z jinonického akcízu

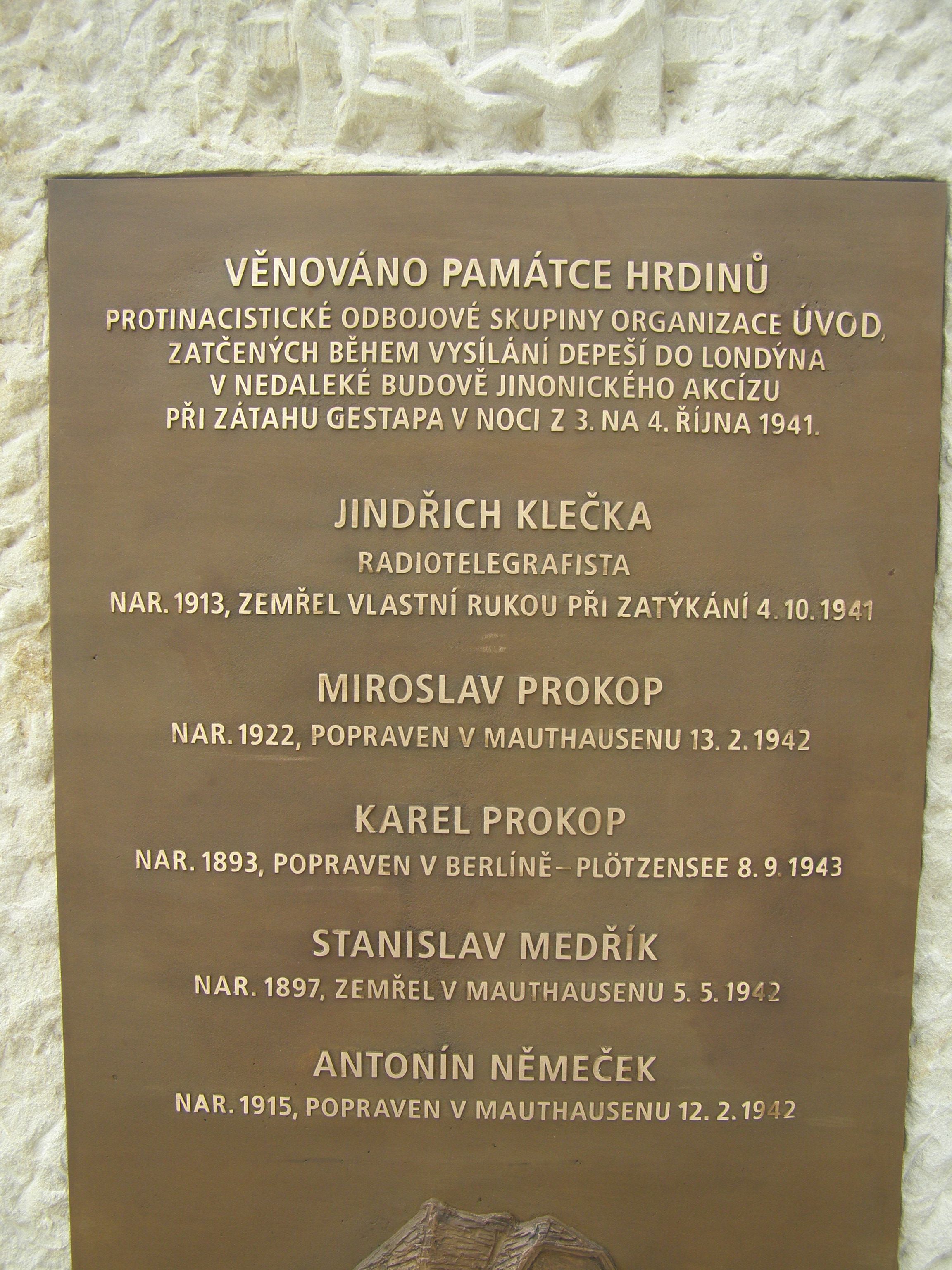
Text se jmény hrdinů
(pamětní deska: Praha, 2014)

Jména Karla Prokopa a jeho syna Miroslava Prokopa jsou uvedena i na bronzové pamětní desce umístěné na pískovcovém pomníku z dílny akademického sochaře Milana Váchy odhaleném 3. října 2014, který se nachází na veřejném prostranství (bulváru) poblíž stanice metra Nové Butovice v Praze 13.

## Geografická poznámka
Poblíž místa, kde ještě v roce 2001 stával v Praze jinonický akcíz se nyní (2016) nachází ulice "Prokopových". Ta nese svůj název od roku 2008 jako vzpomínku na velitele akcízu Karla Prokopa a jeho syna Miroslava Prokopa. (Ulice "Prokopových" je zalomena do pravého úhlu a spojuje delší cestou dvojici ulic "Řeporyjská" a "Radlická". Obdobnou, ale mnohem kratší spojnicí týchž ulic pak tvoří ulice sousední - "Stará Stodůlecká".)

## Historický dovětek
V pátek dne 13. února 1942 bylo v KT Mauthausen popraveno celkem jedenáct Čechů. Jednalo se o vůbec první takovouto hromadnou popravu Čechů v tomto koncentračním táboře. Všech jedenáct obětí bylo (za značných bolestí) přesně v tříminutových intervalech postupně usmrcováno vpichem benzinové injekce do srdeční krajiny. Jejich těla byla následně zpopelněna v krematoriu uvnitř koncentračního tábora. Jejich popel byl poté vynesen v sudech a nepietně vysypán z náspu do prostoru mimo koncentrační tábor.
Zde je chronologický seznam popravených Čechů:
- 15.10: Radiotelegrafista František Chyba (ve věku 27 let) z Prahy - Radotína; (v knize zemřelých uveden pod pořadovým číslem 101); (vězeňské registrační číslo 5812)
- 15.13: Radiotelegrafista Jindřich Fröde (ve věku 41 let) z Přelouče; (vězeňské registrační číslo 5792)
- 15.16: Otakar Batlička (ve věku 46 let); (v knize zemřelých uveden pod pořadovým číslem 103); (vězeňské registrační číslo 5817)
- 15.19: Zahradník Jaroslav Toufar (ve věku 38 let); (vězeňské registrační číslo 5811)
- 15.22: Klempíř Josef Rozum (ve věku 67 let) z Prahy-Bubenče; (ukrýval profesora Vladimíra Krajinu a majora letectva RNDr. Josefa Jedličku); (v knize zemřelých uveden pod pořadovým číslem 105)
- 15.25: Student Miroslav Prokop (ve věku 21 let) z Prahy - Jinonic; (vězeňské registrační číslo 5798)[3]
- 15.28: Radiotelegrafista Jiří Řanda (ve věku 27 let) z Prahy - Holešovic; (v knize zemřelých uveden pod pořadovým číslem 107)
- 15.31: Ing. Jaroslav Kleiner (ve věku 37 let); (vězeňské registrační číslo 5805)
- 15.34: Antonín Springer (ve věku 31 let) - čalounický mistr v dílnách barrandovských filmových ateliérů; (v knize zemřelých uveden pod pořadovým číslem 109)
- 15.37: Ludvík Stříbrský (ve věku 35 let); (vězeňské registrační číslo 5797)
- 15.40: Univerzitní profesor Radim Nováček (ve věku 36 let); (spolu s profesorem Vladimírem Krajinou vybudoval první fungující radiové spojení s Londýnem); (v knize zemřelých uveden pod pořadovým číslem 111); (vězeňské registrační číslo 5809).

11 obětí v KT Mauthausen (pátek 13. února 1942)
František Chyba
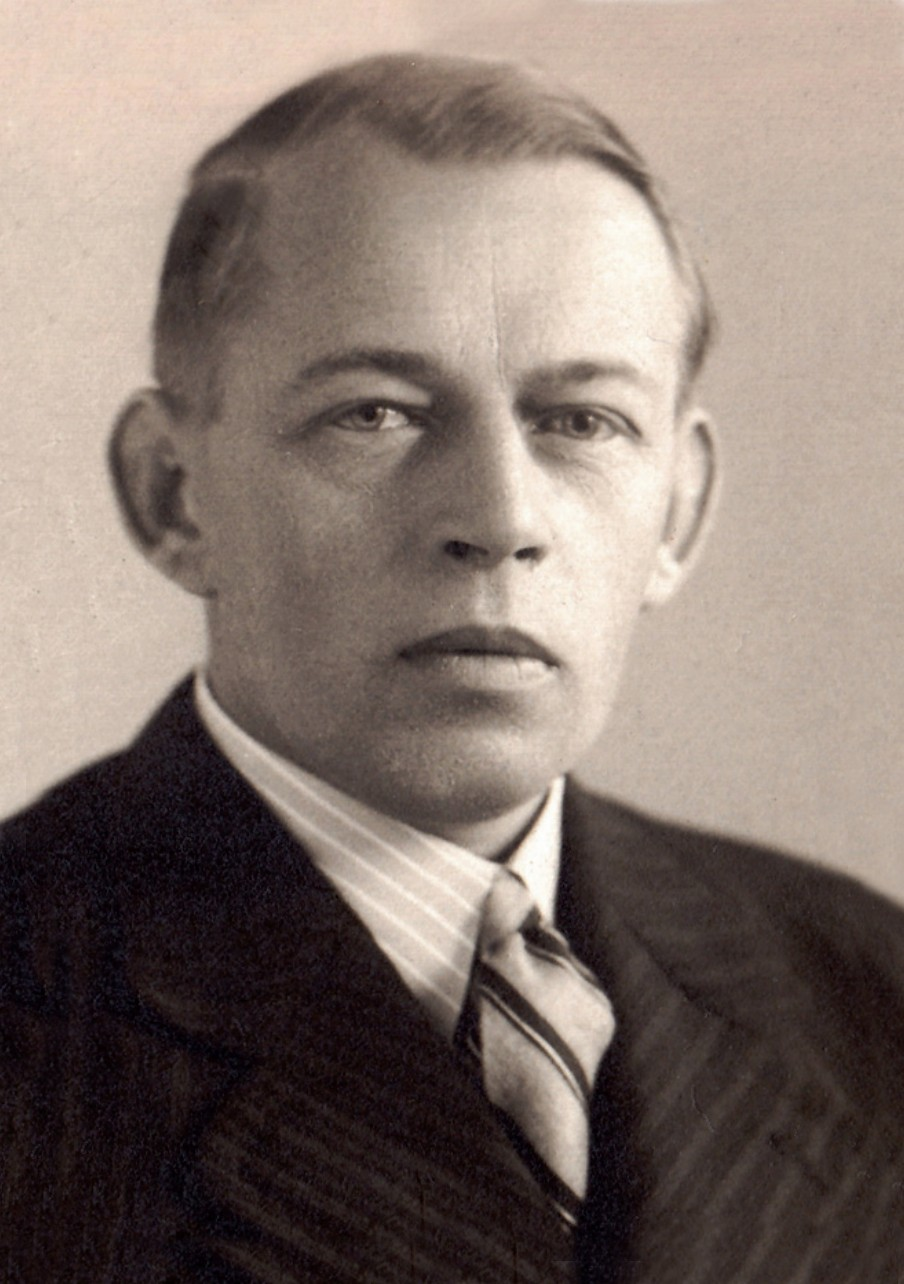
Jindřich Fröde
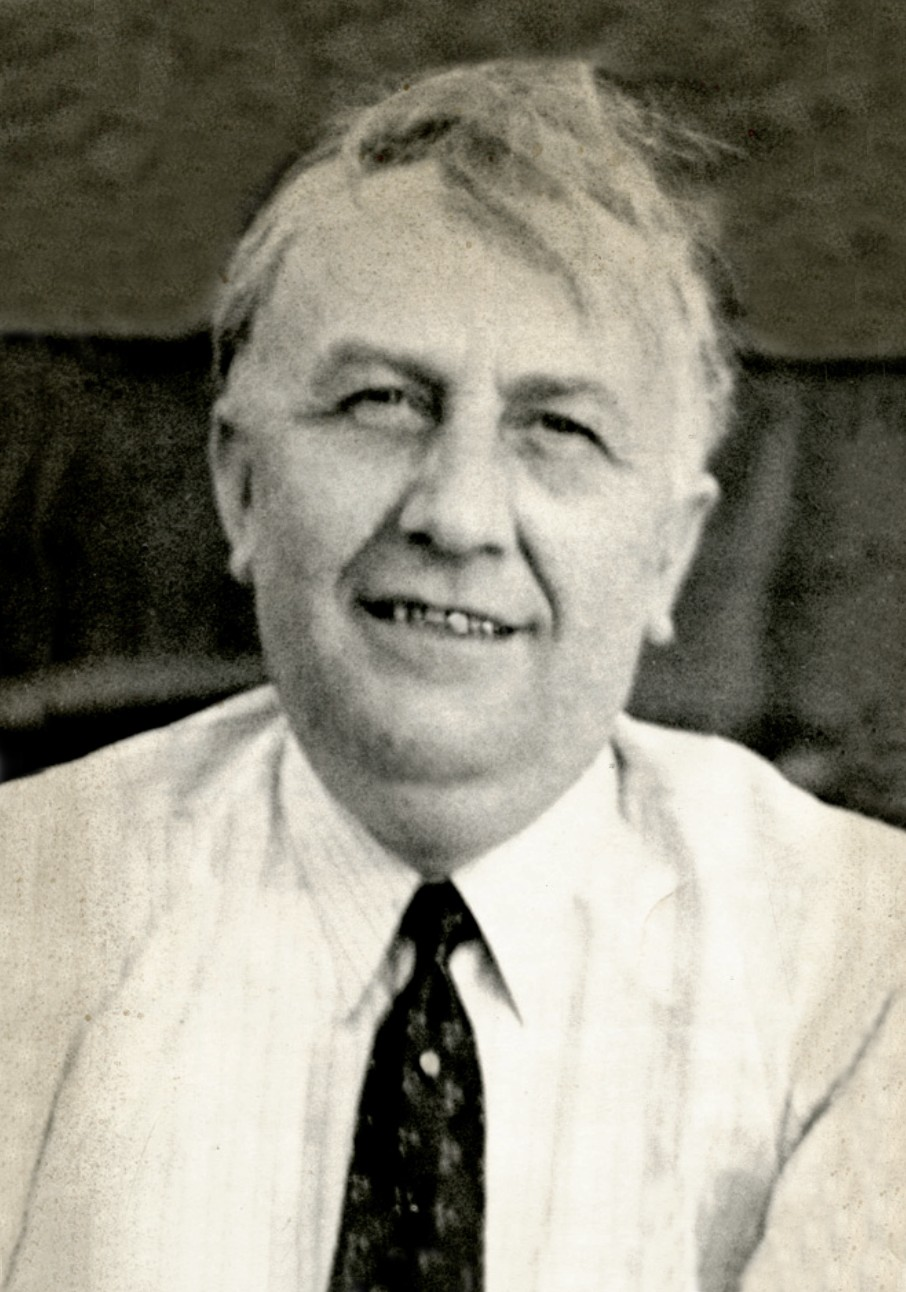
Otakar Batlička
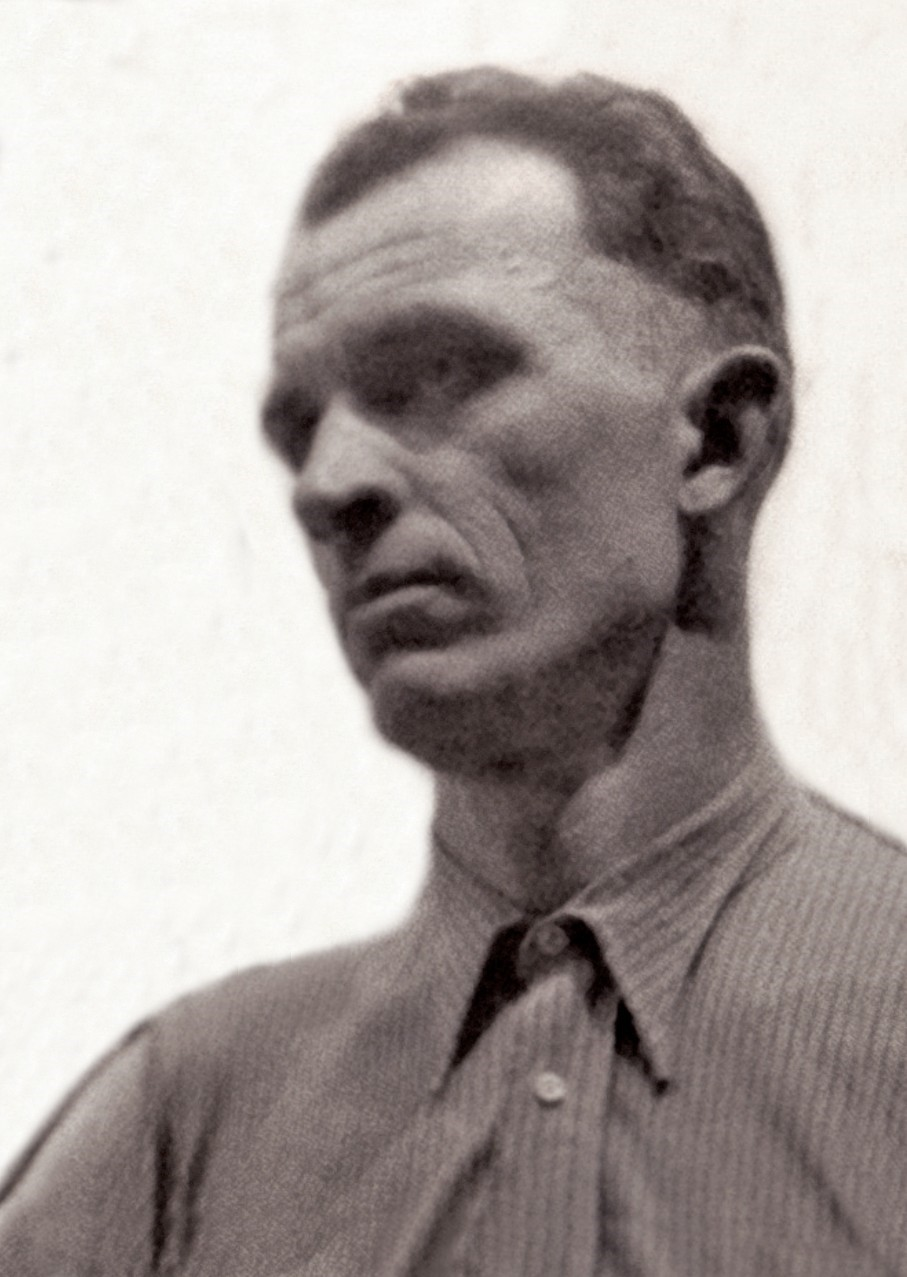
Jaroslav Toufar
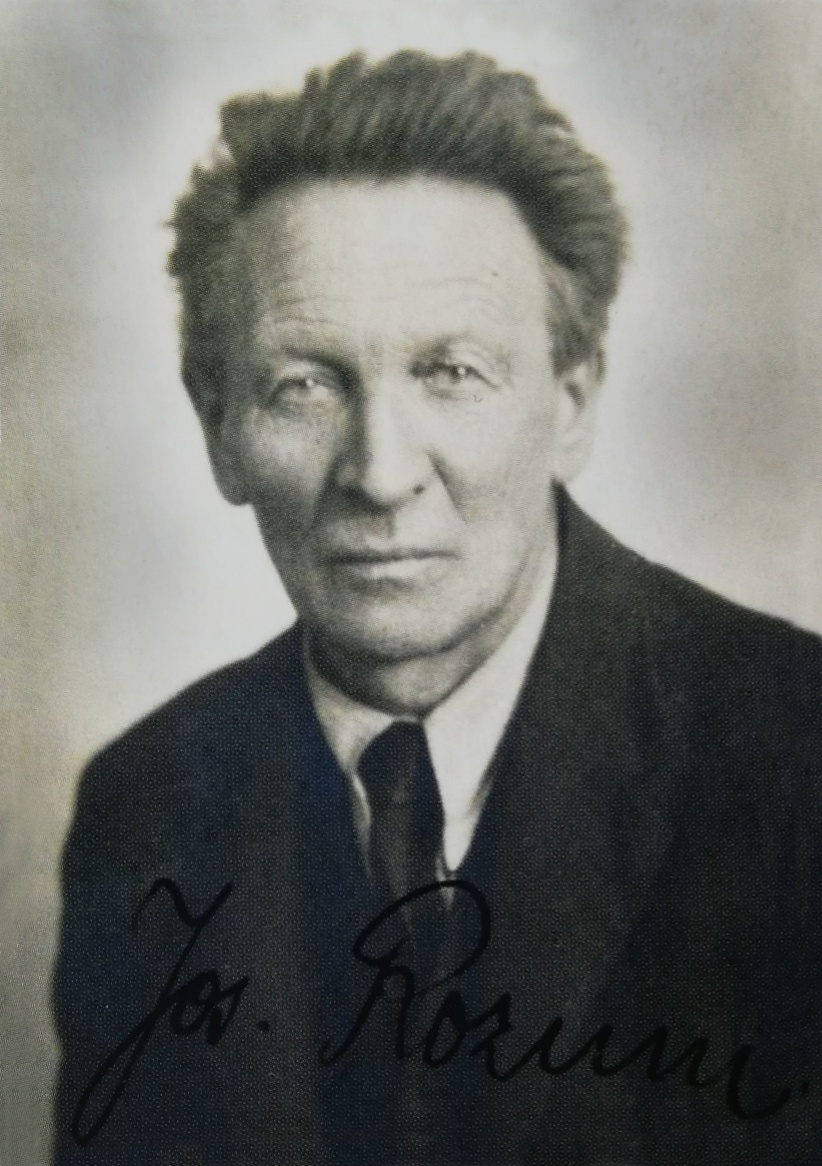
Josef Rozum
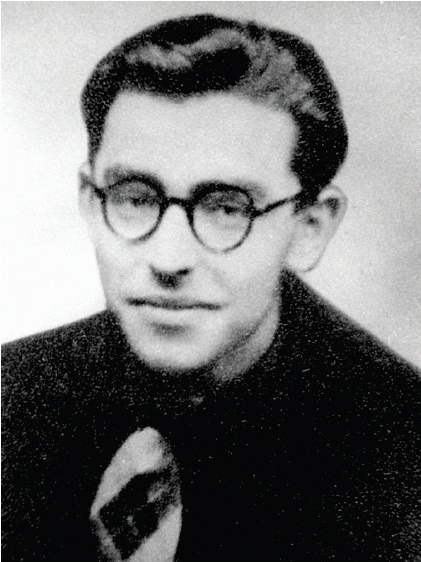
Miroslav Prokop
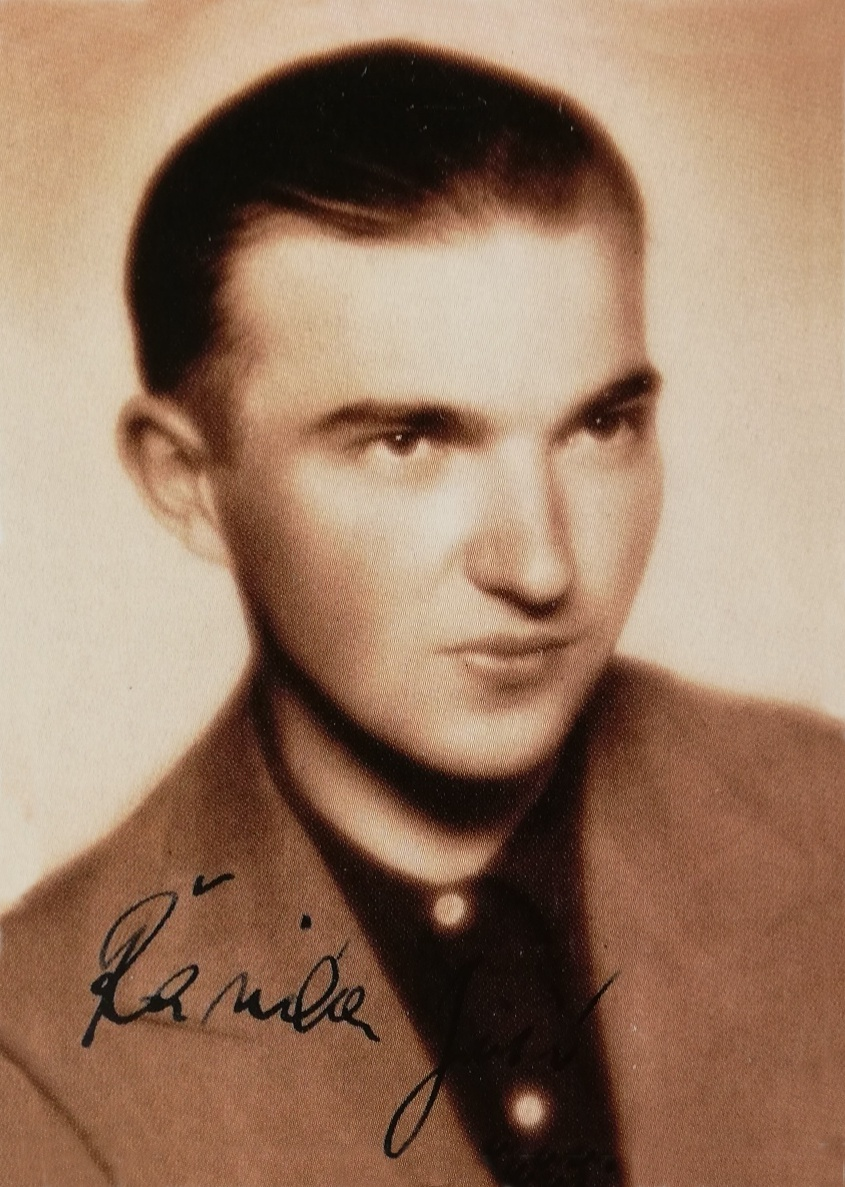
Jiří Řanda
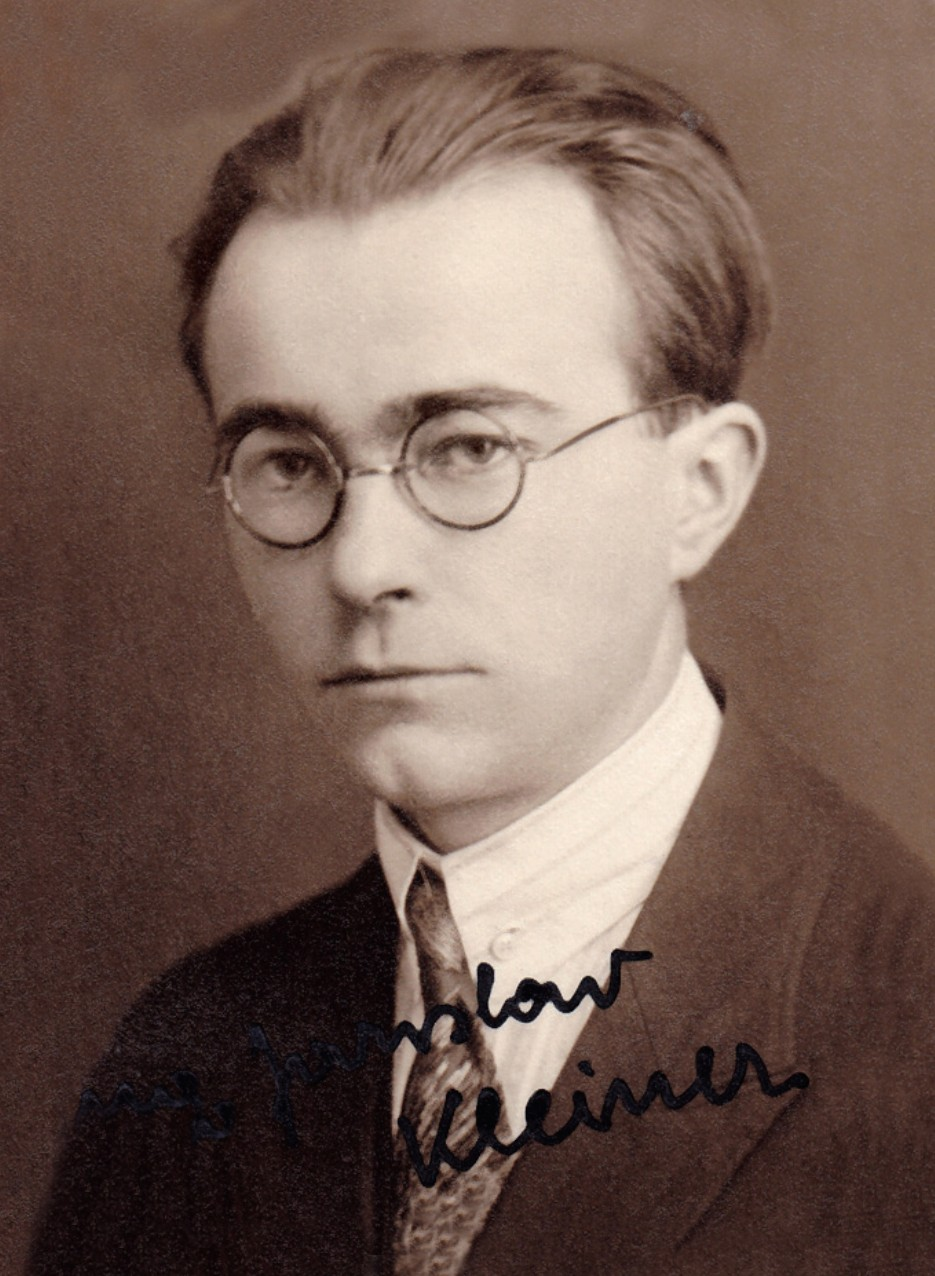
Jaroslav Kleiner
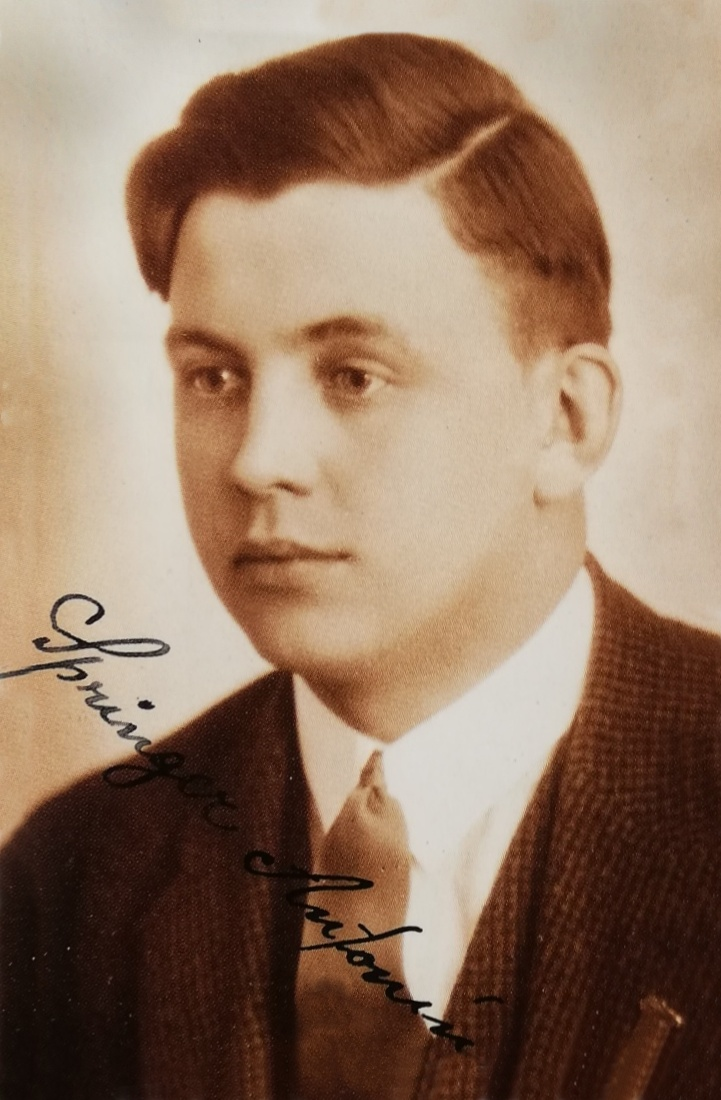
Antonín Springer
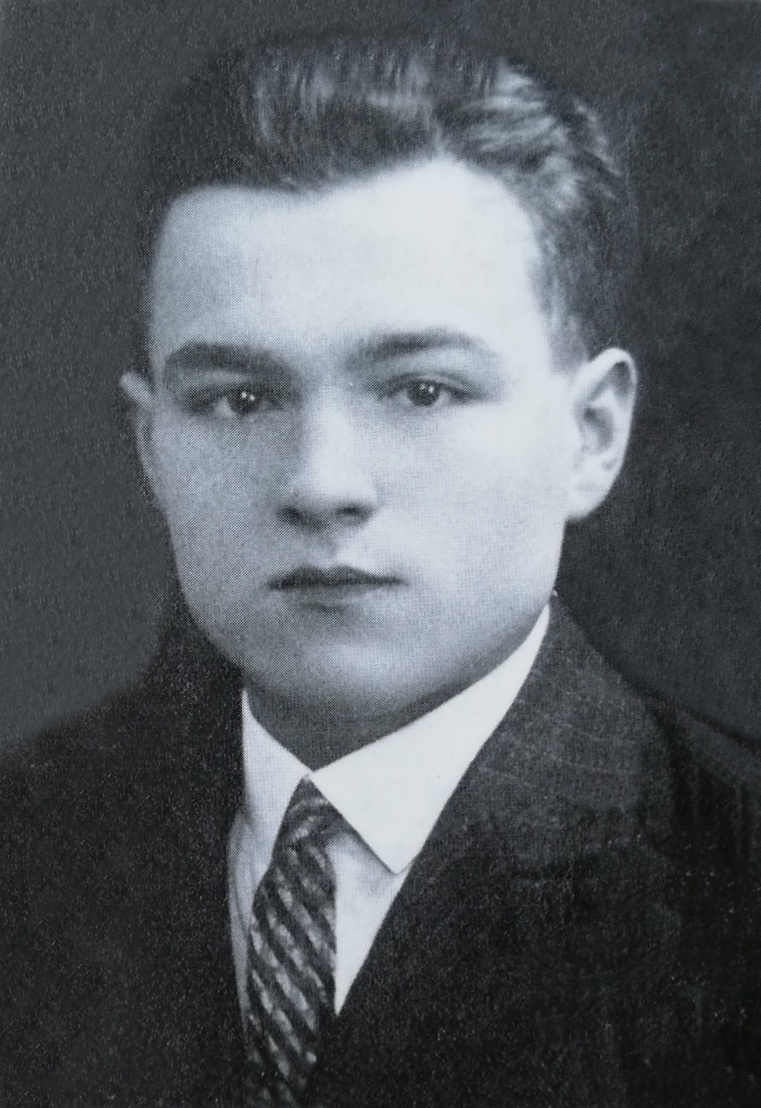
Ludvík Stříbrský
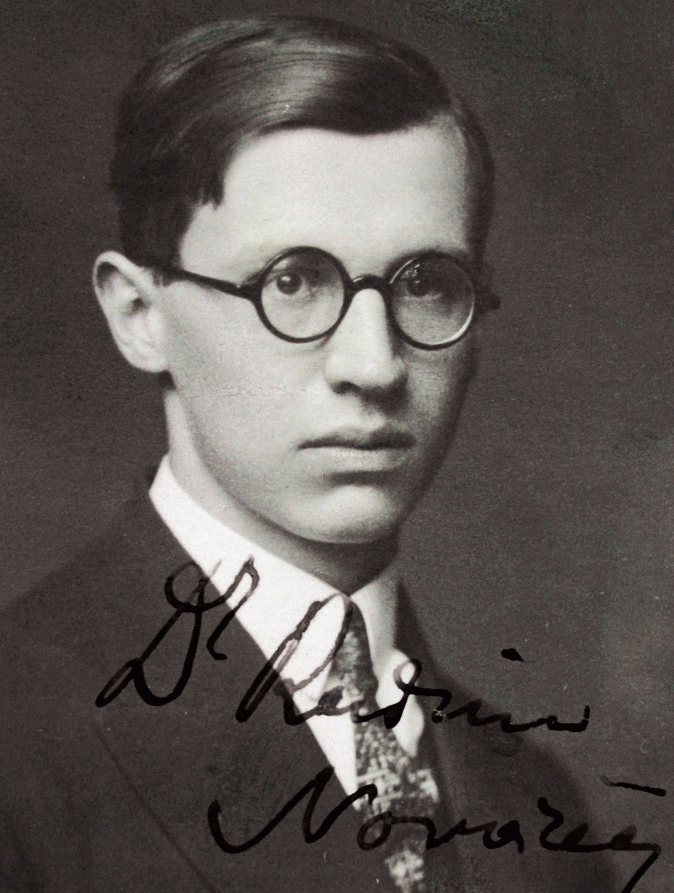
Radim Nováček